# Campionato italiano a squadre di calcio da tavolo 1992 FISCT
Il campionato italiano di calcio da tavolo a squadre 1992/1993 fu organizzato a Milano dall'AICIMS.
Dai quattro gruppi interregionali si qualificarono  le seguenti squadre:
1. Stella Artois Milano;
2. S.C. Genova;
3. La Sfinge Benevento;
4. Lambertenghi Roma.

## Risultati

### Final Four
STELLA ARTOIS - ROMA 3-1
- Galeazzi - A. Casentini 1-3
- Funaro - Strazza 4-1
- Scagni - Volpini 6-0
- Baglietto - R. Casentini 5-1

GENOVA - BENEVENTO 1-1
- Massino - Meola 1-1
- Musso - C. Filippella 2-2
- Lampugnani - G. Gagliardi 0-3
- Zappino - M. Gagliardi 2-1

GENOVA - ROMA 3-0
- Massino - Strazza 7-2
- Malvaso - R. Casentini 3-2
- Musso - A. Casentini 2-2
- Zappino - Volpini 4-1

STELLA ARTOIS - BENEVENTO 0-2
- Baglietto - Meola 0-2
- Scagni - C. Filippella 2-2
- Funaro - G. Gagliardi 3-3
- Galeazzi - M- Gagliardi 2-4

ROMA - BENEVENTO 0-3
- Strazza - Meola 0-2
- R. Casentini - C. Filippella 3-3
- A. Casentiini - G. Gagliardi 1-2
- Volpini - M. Gagliardi 0-4

GENOVA - STELLA ARTOIS 2-1
- Massino - Galeazzi 2-1
- Musso - Funaro 3-3
- Malvaso - Scagni 0-1
- Zappino - Baglietto 3-2

### Classifica Finale
|  | Classifica Finale 1992 | P |
|  | ---------------------- | - |
|  | Genova                 | 7 |
|  | Benevento              | 7 |
|  | Stella Artois Milano   | 3 |
|  | Roma                   | 0 |

Partita spareggio: Massino - Meola 2-0